# ピアノ五重奏曲 (タネーエフ)
ピアノ五重奏曲 ト短調 作品30 は、セルゲイ・タネーエフが作曲したピアノ五重奏曲。

## 概要
タネーエフはモスクワ音楽院で教鞭を執り、学長就任後はシラバス全体を見直すという改革を行った。彼の門下からはグリエール、リャプノフ、メトネル、ラフマニノフ、スクリャービンらが巣立っていった。1905年に音楽院の職を退いたタネーエフはコンサート・ピアニストとして精力的に活動するようになり、自ら演奏するために楽曲を生み出すようになった。1911年に作曲された本作もそうした中で書かれた作品である。初演はタネーエフ自身のピアノとボヘミア四重奏団により、1911年のドイツツアー中に行われた。
退官後のタネーエフは音楽理論の研究にも情熱を傾けていた。1906年には執筆に17年を費やした理論書の大作『可動的厳格対位法』を上梓している。作曲に際しては用いる主題のあらゆる組み合わせ方を検討し尽くした上で、全体の構造を決めて細部を作りこんでいくのを常とし、人々は彼を「ロシアのブラームス」と呼んで賞賛の意を表した。「彼はロシアいち優れた対位法の大家であるし、西側にも並ぶ者がいるとは思えない」とは恩師チャイコフスキーの言葉である。
本作もその書法と知的な情熱の両面において、タネーエフの評判に相応しい出来栄えとなっている。演奏時間45分を超える大作であり、その内容は実質交響曲であるという声もある。ショスタコーヴィチのピアノ五重奏曲発表以前のロシアでは、ピアノ入り室内楽曲の最高傑作に推されても不思議ではない作品である。そのような作品がロシア国内外で演奏機会を得られないままとなっているのは、その構想の巨大さと、奏者に課される演奏の至難さが原因だろうと考えられる。

## 楽曲構成

### 第1楽章
Adagio mesto - Allegro patetico 3/4拍子 ト短調
ソナタ形式。緩やかで規模の大きな序章によって幕を開ける（譜例1）。この後の楽章中に現れる2つの主題はいずれもこの冒頭主題から導かれている。
譜例1
主部へ至ると速度を上げ、譜例1に由来する第1主題が提示される（譜例2）。
譜例2
落ち着いて行き、ピアノから抒情的な第2主題が示される（譜例3）。この主題は譜例1の反行形を基に作られている。
譜例3
展開部では両主題が用いられて展開される。鐘のように鳴らされるピアノの低音を合図として再現部が開始し、弦楽器から譜例2が再現される。続く譜例3の再現はチェロが担う。作曲上の技巧も演奏の技術的要求も頂点に達し、その高度な要請は先ほどと同じピアノの低音により開始するコーダの間も続く。最後はピウ・モッソと速度を上げて、楽章の終わりまでを一気に駆け抜ける。

### 第2楽章
Scherzo: Presto 6/8（2/4）拍子 変ホ長調 - Moderato teneramente 3/4拍子 ト長調 - Tempo 1 - Prestissimo
スケルツォ。鋭いピアノの単音と弦楽器のスタッカートで幕を開ける。間もなく現れる旋律的要素を譜例4に示す。
譜例4
2/4拍子、ハ長調に転じて狭い音域を駆け回るエピソードが現れる。譜例4の再現ははっきりとはなされないまま、中間部へと入っていく。中間部では速度を落として譜例5が奏でられる。この主題が第1楽章の一部主題、並びにタネーエフのカンタータ『詩篇の朗読』の第9曲の旋律に類似しているという指摘がある。
譜例5
中間部はスケルツォ部の素材も織り交ぜながら穏やかに進行する。元のテンポに戻って推移を経た後、譜例4が再現される。狭い音域を用いるエピソードも現れる。コーダでは両主題が並置され、軽やかな調子で締めくくられる。

### 第3楽章
Largo 4/4拍子 ハ長調
パッサカリア。ヘンデルのように威厳を湛えたバロックの装いをみせる。主題は下降する順次進行に少々リズム要素を加えた単純なものであり、前楽章のコーダにおいて既に姿を現していた音型である。この主題が約40回にわたり繰り返される中で様々な楽器の組み合わせが披露されていき、その様は単に楽器間の対話であるだけに留まらない、知的な厳格さと表現の温かみとの対話のようであると評される。主題は全楽器のユニゾンによって重々しく提示される（譜例6）。
譜例6

### 第4楽章
Finale: Allegro vivace – Moderato maestoso 2/4拍子 ハ短調
前半は荒れ狂うように落ち着きなく推移する。疑問を投げかけるようなピアノのフレーズが、弦楽器の落ち着いた歩みを伴って現れる（譜例7）。
譜例7
次いで導入される旋律要素ははじめ重々しく奏され、変イ長調に落ち着いて伸びやかに歌われていく（譜例8）。
譜例8
めまぐるしく譜例7の再現が行われ、譜例7と譜例8を用いた展開へと入っていく。譜例8が全弦楽器のユニゾンで堂々と再現されると、後半楽節はハ長調に至って興奮の度を高める。その後、さらにこれまでの主題要素を用いた展開が続く中に譜例2が参入し、頂点で2回の全休止が挿入される。その後に現れるのは譜例3で、譜例7の音型と組み合わされて朗々と歌われる。弱音に落ち着くとドルチェの主題がヴァイオリンで奏される（譜例9）。
譜例9
譜例9が楽器間で歌い継がれる中で譜例3も加わって音量を増していく。ピアノが高音で鈴のように鳴りながらト長調を強調し、譜例3と譜例7の組み合わせで高揚したまま曲は終わりを迎える。